# 충청북도의 코로나19 범유행
다음은 충청북도에서의 코로나19 유행에 대한 설명이다.

## 경과
2020년 1월 29일, 중국 우한에서 귀국하는 교민들을 임시로 수용하는 시설로 충청남도 아산시의 경찰인재개발원과 충청북도 진천군의 국가공무원인재개발원이 확정되었다. 이에 일부 주민이 반발하였으며, 진천군청 및 군의회에서는 우한 교민 수용에는 찬성하면서도 충북도민을 배려하지 않은 입지 선정이라고 의견을 밝혔다. 1월 31일부터 2월 15일까지 173명이 수용된 교민 가운데 확진자는 없었으나, 3월 10일에 국가공무원인재개발원 직원 1명이 확진되었음이 밝혀졌다.
충청북도 내 최초의 확진자는 2월 20일 23시에 발생하였다. 2월 16일에 신천지 신도와 접촉한 이 확진자는 증평군에 있는 부대 소속 대위로, 충청북도청에서는 방역을 강화하면서 경로당이나 노인복지시설 등 취약계층이 이용하는 다중이용시설에 대하여 휴관 또는 자율적 폐쇄 조치를 취하였다.
8~11월에 보은군, 청주시, 충주시에서 첫 사망자가 발생하였다. 모두 충북대학교병원에서 사망하였다.
11월에는 도내 확진자 200명을 돌파하면서, 대규모 감염이 잇따랐다. 제천시에서는 11월 25일에 인천광역시 미추홀구 거주 확진자가 참석한 가족 김장 모임에서 2명의 확진자가 발생한 것을 계기로, 종전까지 확진자가 3명이었으나 지역 연쇄 감염이 일어났다. 김장 모임 관련자를 포함한 확진자 수가 큰 폭으로 늘어나자 시에서는 11월 28일에 사회적 거리두기 단계를 2단계로 격상하였으며, 월말 기준 제천시내 신규 확진자는 63명으로 파악되었다. 청주시에서는 오창읍의 당구장 친목 모임을 중심으로 집단 감염이 일어났다. 11월 28일에 관련 확진자가 20명을 넘어서자, 청주시청에서는 관내 모든 어린이집에 대해 휴원 조치를 내렸다.
12월에는 산발적 확산이 이어지고 있으며, 종전에 집단 감염이 없었던 영동군, 단양군 등에서도 확진자가 발생하였다. 12월 4일에 들어 도내 확진자 400명을 돌파하였다. 제천시는 12월 1일부터 3일까지 3단계 거리두기를 시행하였고, 충주시는 12월 1일부터 2단계 거리두기를 시행하였다.
2020년 12월~2023년 5월 사망자가 또 크게 폭증해 1053명이 되었다. 증평군, 괴산군, 음성군, 옥천군, 제천시, 진천군, 영동군, 단양군에서 첫 코로나 사망자 발생하였다. 청주의료원, 충주의료원, 오송베스티안병원 외 20개소에서 치료중 사망하였다.
2021년 12월 15일 충청북도 누적 확진자가 1만명을 돌파하였다.
2022년 2월 8일 충청북도 누적 확진자가 2만명을 돌파하였다.
2022년 2월 16일 충청북도 누적 확진자가 3만명을 돌파하였다.
2022년 2월 20일 충청북도 누적 확진자가 4만명을 돌파하였다.
2022년 2월 24일 충청북도 누적 확진자가 5만명을 돌파하였다.
2022년 2월 26일 충청북도 누적 확진자가 6만명을 돌파하였다.
2022년 3월 1일 충청북도 누적 확진자가 7만명을돌파하였다.
2022년 3월 3일 충청북도 누적 확진자가 8만명을 돌파하였다.
2022년 3월 5일 충청북도 누적 확진자가 9만명을 돌파하였다.
2022년 3월 6일 충청북도 누적 확진자가 10만명을 돌파하였다.
2022년 3월 13일 충청북도 누적 확진자가 15만명을 돌파하였다.
2022년 3월 17일 충청북도 누적 확진자가 20만명을 돌파하였다.
2022년 3월 21일 충청북도 누적 확진자가 25만명을 돌파하였다.
2022년 3월 25일 충청북도 누적 확진자가 30만명을 돌파하였다.
2022년 4월 4일 충청북도 누적 확진자가 40만명을 돌파하였다.
2022년 4월 21일 충청북도 누적 확진자가 50만명을 돌파하였다.
2022년 7월 31일 충청북도 누적 확진자가 60만명을 돌파하였다.
2022년 8월 25일 충청북도 누적 확진자가 70만명을 돌파하였다.
2022년 10월 30일 충청북도 누적 확진자가 80만명을 돌파하였다.
2022년 12월 25일 충청북도 누적 확진자가 90만명을 돌파하였다.